# Backlash 2016
Backlash 2016 è stata la dodicesima edizione dell'omonimo evento in pay-per-view prodotto annualmente dalla WWE. L'evento, esclusivo del roster di SmackDown, si è svolto l'11 settembre 2016 al Richmond Coliseum di Richmond (Virginia).
È stato il primo pay-per-view esclusivo del roster di SmackDown nella seconda Brand Extension.
Questa edizione di Backlash ha visto l'introduzione di due nuovi titoli: lo SmackDown Tag Team Championship ed lo SmackDown Women's Championship.

## Storyline
Nella puntata di SmackDown del 23 agosto il General Manager Daniel Bryan e il Commissioner Shane McMahon, a seguito del fatto che il Raw Tag Team Championship e il Raw Women's Championship sono diventati col Draft del 19 luglio delle esclusive di Raw, ha annunciato la creazione di due nuovi titoli: lo SmackDown Tag Team Championship e lo SmackDown Women's Championship. Il primo verrà assegnato nella finale di un torneo che si svolgerà proprio a Backlash tra due tag team, mentre il secondo verrà assegnato in un Six-Pack Challenge tra Alexa Bliss, Becky Lynch, Carmella, Naomi, Natalya e Nikki Bella.
Durante il torneo per lo SmackDown Tag Team Championship gli American Alpha (Chad Gable e Jason Jordan) e il team formato da Heath Slater e Rhyno si sono qualificati per la finale. Tuttavia gli American Alpha sono stati rimossi dalla finale poiché Chad Gable è stato infortunato dagli Usos (Jey Uso e Jimmy Uso), i semifinalisti sconfitti dagli Alpha. Per questo motivo è stato indetto un match tra gli Usos e gli Hype Bros (Mojo Rawley e Zack Ryder) (altri semifinalisti) e i vincitori si qualificheranno per la finale, prendendo il posto degli American Alpha.
Nella puntata di SmackDown del 26 luglio Dolph Ziggler ha vinto un Six-Pack Challenge match contro Apollo Crews, AJ Styles, Baron Corbin, Bray Wyatt e John Cena diventando il contendente nº1 al WWE World Championship di Dean Ambrose. Nella puntata di SmackDown del 2 agosto Ziggler ha difeso con successo la sua title shot al WWE World Championship contro Bray Wyatt. Il 21 agosto a SummerSlam Ziggler è stato sconfitto da Ambrose, fallendo così l'assalto al WWE World Championship. Nella puntata di SmackDown del 23 agosto Ziggler è stato sconfitto da AJ Styles, il quale è diventato il contendente nº1 al WWE World Championship al posto suo e, per questo, affronterà Ambrose a Backlash con in palio il WWE World Championship.
Nella puntata di SmackDown del 23 agosto Bray Wyatt è intervenuto durante un promo di Kane e, nella successiva puntata di SmackDown del 27 agosto, la scena si è ripetuta, facendo sì che tra i due venisse annunciato un match per Backlash.
Dopo aver fallito l'assalto al WWE World Championship, Dolph Ziggler ha pubblicamente sfidato The Miz per l'Intercontinental Championship nella puntata di SmackDown del 27 agosto e, tra i due, è stato dunque sancito un match per Backlash.

### Struttura del torneo per lo SmackDown Tag Team Championship
|  | Quarti di finale 23 agosto-30 agosto (SmackDown) | Quarti di finale 23 agosto-30 agosto (SmackDown) | Quarti di finale 23 agosto-30 agosto (SmackDown) |              |                      | Semifinali 6 settembre (SmackDown) | Semifinali 6 settembre (SmackDown) | Semifinali 6 settembre (SmackDown) |  |  | Finale 11 settembre (Backlash) | Finale 11 settembre (Backlash) | Finale 11 settembre (Backlash) |
|  |                                                  |                                                  |                                                  |              |                      |                                    |                                    |                                    |  |  |                                |                                |                                |
|  |                                                  | Heath Slater e Rhyno                             | Schienamento                                     |              |                      |                                    |                                    |                                    |  |  |                                |                                |                                |
|  |                                                  | Mosh e Thrasher                                  | 02:54                                            |              |                      |                                    |                                    |                                    |  |  |                                |                                |                                |
|  |                                                  | Mosh e Thrasher                                  | 02:54                                            |              | Heath Slater e Rhyno | Schienamento                       |                                    |                                    |  |  |                                |                                |                                |
|  |                                                  |                                                  |                                                  |              | Heath Slater e Rhyno | Schienamento                       |                                    |                                    |  |  |                                |                                |                                |
|  |                                                  |                                                  | The Hype Bros                                    | 07:03        |                      |                                    |                                    |                                    |  |  |                                |                                |                                |
|  |                                                  | The Vaudevillains                                | The Hype Bros                                    | 07:03        | 02:50                |                                    |                                    |                                    |  |  |                                |                                |                                |
|  |                                                  | The Vaudevillains                                |                                                  |              | 02:50                |                                    |                                    |                                    |  |  |                                |                                |                                |
|  |                                                  | The Hype Bros                                    | Schienamento                                     |              |                      |                                    |                                    |                                    |  |  |                                |                                |                                |
|  |                                                  |                                                  |                                                  |              |                      |                                    |                                    |                                    |  |  |                                | Heath Slater e Rhyno           | Schienamento                   |
|  |                                                  |                                                  |                                                  | The Usos     | 10:02                |                                    |                                    |                                    |  |  |                                |                                |                                |
|  |                                                  | The Usos                                         | Schienamento                                     |              |                      |                                    |                                    |                                    |  |  |                                |                                |                                |
|  |                                                  | The Ascension                                    | 03:49                                            |              |                      |                                    |                                    |                                    |  |  |                                |                                |                                |
|  |                                                  | The Ascension                                    | 03:49                                            |              | The Usos             | 00:28                              |                                    |                                    |  |  |                                |                                |                                |
|  |                                                  |                                                  |                                                  |              | The Usos             | 00:28                              |                                    |                                    |  |  |                                |                                |                                |
|  |                                                  |                                                  | American Alpha                                   | Schienamento |                      |                                    |                                    |                                    |  |  |                                |                                |                                |
|  |                                                  | Breezango                                        | American Alpha                                   | Schienamento | 10:13                |                                    |                                    |                                    |  |  |                                |                                |                                |
|  |                                                  | Breezango                                        |                                                  |              | 10:13                |                                    |                                    |                                    |  |  |                                |                                |                                |
|  |                                                  | American Alpha                                   | Schienamento                                     |              |                      |                                    |                                    |                                    |  |  |                                |                                |                                |

## Risultati
| #       | Incontri                                                                     | Stipulazioni                                                             | Durata |
| ------- | ---------------------------------------------------------------------------- | ------------------------------------------------------------------------ | ------ |
| Kickoff | Baron Corbin ha sconfitto Apollo Crews                                       | Single match                                                             | 09:55  |
| 1       | Becky Lynch ha sconfitto Alexa Bliss, Carmella, Naomi, Natalya e Nikki Bella | Six-pack elimination challenge per il WWE SmackDown Women's Championship | 14:40  |
| 2       | Gli Usos hanno sconfitto gli Hype Bros                                       | Semifinale del torneo per il WWE SmackDown Tag Team Championship         | 10:11  |
| 3       | The Miz (c) (con Maryse) ha sconfitto Dolph Ziggler                          | Single match per il WWE Intercontinental Championship                    | 18:22  |
| 4       | Kane ha sconfitto Bray Wyatt                                                 | No holds barred match                                                    | 10:55  |
| 5       | Heath Slater e Rhyno hanno sconfitto gli Usos                                | Finale del torneo per il WWE SmackDown Tag Team Championship             | 10:02  |
| 6       | AJ Styles ha sconfitto Dean Ambrose (c)                                      | Single match per il WWE World Championship                               | 25:00  |

Six-pack elimination challenge
| #          | Wrestler    | Eliminata da | Modalità        | Tempo |
| ---------- | ----------- | ------------ | --------------- | ----- |
| 1ª         | Alexa Bliss | Naomi        | Powerbomb       | 09:38 |
| 2ª         | Naomi       | Natalya      | Sharpshooter    | 10:52 |
| 3ª         | Natalya     | Nikki Bella  | Rack Attack 2.0 | 12:00 |
| 4ª         | Nikki Bella | Carmella     | Roll-up         | 12:08 |
| 5ª         | Carmella    | Becky Lynch  | Dis-arm-her     | 14:40 |
| Vincitrice | Becky Lynch | Becky Lynch  | Becky Lynch     | 14:40 |